# Fremdsprachen-Konversationsschulen in Japan
Fremdsprachen-Konversationsschulen (jap. 英会話学校, Eikaiwa gakkō, dt. „Englischkonversationsschule“) sind englischsprachige Schulen in Japan.
Obwohl im öffentlichen japanischen Schulsystem Englisch ein Teil des Lehrplans ist, liegt der Schwerpunkt meist ausschließlich in der englischen Grammatik. Einige Studenten nutzen die Eikaiwa-Schulen als Ergänzung zum Studium, zum Studieren einer zweiten Sprache, zur Aufbesserung ihrer Geschäftsqualitäten, als Hobby, zur sozialen Verständigung oder als Reisevorbereitung. Viele Eltern schicken ihre Kinder auf Eikaiwa-Schulen in der Hoffnung, ihre Kinder bekämen bessere Jobchancen.

## Schulen
In Japan gibt es viele Eikaiwa-Schulen aus denen sich mit der Zeit die sogenannten Big Four bestehend aus GEOS, Aeon, ECC und GABA entwickelten. Diese Organisationen breiteten sich über ganz Japan aus und besitzen Schulen in jeder japanischen Großstadt. Der Marktwert aller fremdsprachigen Schulen in Japan beträgt 670 Milliarden Yen, wovon die Big Four etwa 25 % aufbringen. Bei Werbeaktionen im Fernsehen oder in Zeitschriften wird zusammen mit beliebten Stars versucht, immer mehr Jugendliche auf eine Eikaiwa-Schule zu bringen. In größeren Städten werden in Eikaiwa-Schulen häufig zusätzlich noch Sprachen wie Spanisch, Französisch, Italienisch, Deutsch, Chinesisch oder Koreanisch angeboten.

## Lehrer
Eikaiwa-Lehrer sind in der Regel aus englischsprachigen Ländern wie den USA, Großbritannien, Kanada, Australien, Irland oder Neuseeland. Manche Schulen nehmen nur Lehrer, die eine spezielle Berufsausbildung bereits in der Organisation oder bei speziellen Instituten abgeschlossen haben. Lehrer aus Ländern, die mit Japan kein Working-Holiday-Visum-Abkommen besitzen, müssen einen Hochschulabschluss nachweisen.